# دمه کاروکسکی
دُمه کاروکُسکی (فنلاندی: Dome Karukoski؛ زادهٔ ۲۹ دسامبر ۱۹۷۶) یک کارگردان اهل فنلاند و سوئد است.
او یکی از موفق‌ترین کارگردانان کشور فنلاند محسوب می‌شود که بیش از ۳۰ جایزه سینمایی در جشنواره‌های گوناگون دریافت کرده و ۶ فیلم بسیار پُرفروش را در کشورش کارگردانی نموده‌است.
از فیلم‌هایی که وی در آن‌ها نقش داشته است، می‌توان به قلب یک شیر اشاره نمود.